# Il Giornale d'Italia (1901-2006)
Il Giornale d'Italia è stato un quotidiano italiano con sede a Roma, fondato nel 1901 e chiuso nel 2006.

## Storia

### Fondazione
Il Giornale d'Italia nacque da un progetto di Sidney Sonnino e Antonio Salandra, esponenti di una corrente di minoranza della Destra storica di orientamento liberale moderato.
I due politici pensavano di creare un partito conservatore nazionale, alternativo allo schieramento di Giovanni Giolitti, all'epoca dominante in parlamento.
Il gruppo sonniniano decise di fondare un giornale, destinato a diventare organo del futuro partito. I due fondatori scelsero insieme il nome della testata e il suo direttore: consultandosi con Luigi Albertini, direttore del Corriere della Sera, la scelta cadde sul persicetano Alberto Bergamini, che lavorava all'ufficio di corrispondenza romano del Corriere.
Secondo il modello che Torelli Viollier (il predecessore di Albertini) aveva ideato al Corriere, a Bergamini non solo venne affidata la guida del giornale, ma anche il ruolo di socio accomandante della società editrice. La nuova impresa giornalistica vide così la luce sotto la ragione sociale di «Società Alberto Bergamini e Comp.».
I finanziamenti furono presto trovati ed ammontarono a 550.000 lire, provenienti da ambienti dell'aristocrazia e dell'imprenditoria immobiliare della capitale. Tra i finanziatori, oltre a Sonnino e Salandra, apparvero i nomi di Pietro Bertolini, Cesare Ferrero di Cambiano, Giovacchino Bastogi, Emilio Maraini, Eugenio Bergamasco ed E. de Asarta. L'atto costitutivo, composto da 24 articoli, fu firmato il 20 giugno 1901. La sede del Giornale era in Palazzo Sciarra-Colonna, affacciata su via del Corso a Roma. Gli impianti tipografici erano moderni: due rotative alimentate a gas, cui lavoravano sessanta operai.
Nella redazione entrò con un ruolo di primo piano Domenico Oliva, ex direttore politico del Corriere; il corrispondente da Vienna era Alberto Albertini (fratello del direttore del Corriere), mentre da Parigi fu, inizialmente, Ugo Ojetti. Il primo numero del nuovo quotidiano uscì la sera del 16 novembre 1901.
Il programma del Giornale d'Italia venne enunciato a Bergamini da Sidney Sonnino con queste parole: 
Il programma fu compiutamente realizzato da Bergamini, che scrisse, nell'articolo di fondo del primo numero:
(Il Giornale d'Italia, Anno I, n° 1, 16-17 novembre 1901.)

### L'invenzione della «terza pagina»

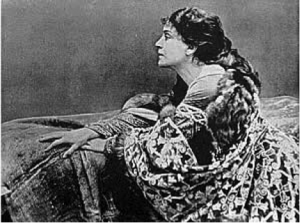
Eleonora Duse interpreta Francesca da Rimini (9 dicembre 1901).

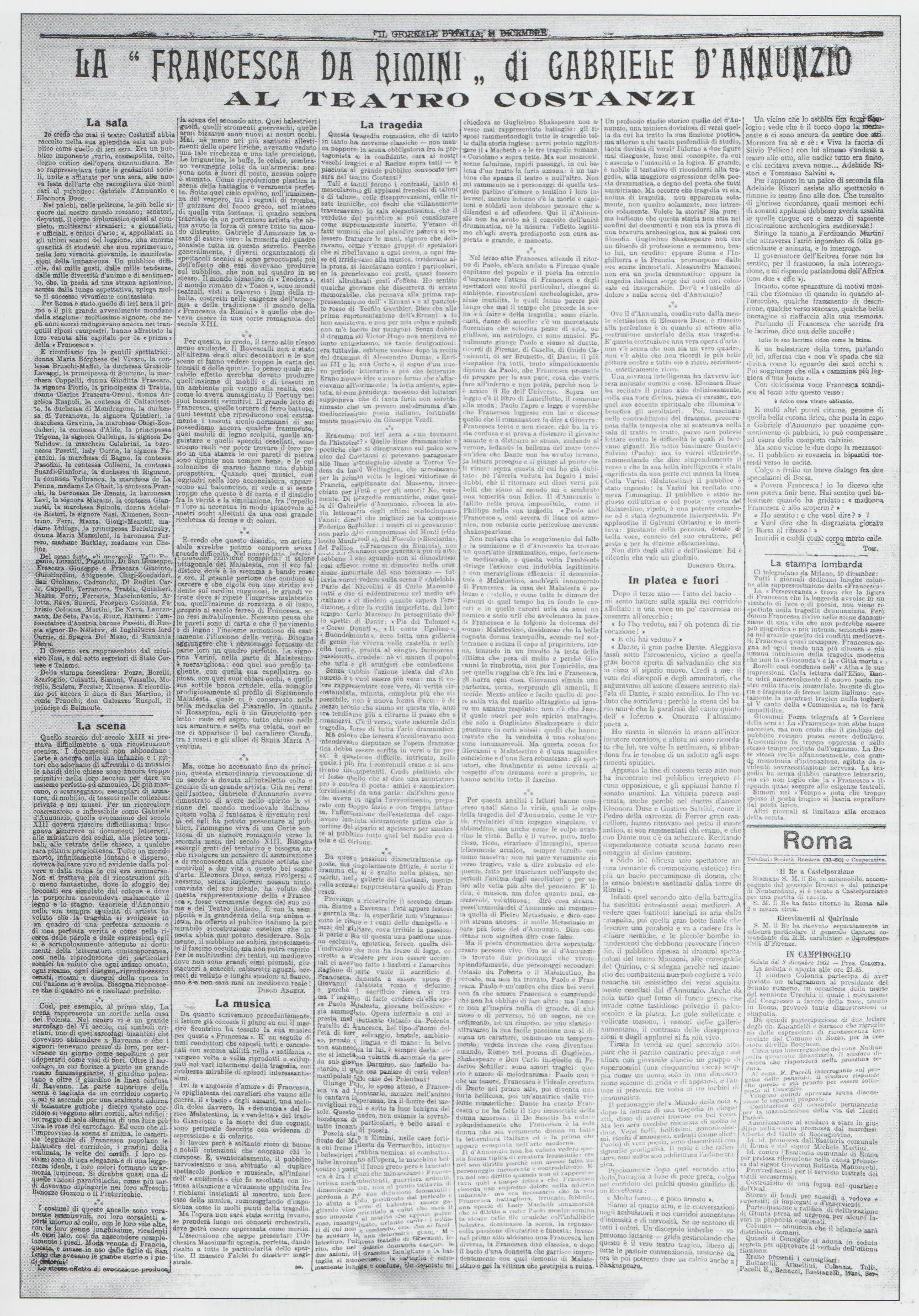
La prima storica Terza Pagina, apparsa l'11 dicembre 1901.

Alla fine dell'Ottocento tutti i quotidiani italiani avevano quattro pagine. La prima ospitava l'articolo di fondo e la cronaca dei fatti più rilevanti della giornata. La seconda era dedicata alla cronaca politica, italiana e straniera. La terza pagina ospitava il romanzo d'appendice e le notizie telegrafiche. La quarta pagina era dedicata alle notizie secondarie ed alla pubblicità. Spesso la domenica, giorno festivo per eccellenza, le pagine diventavano sei. Il Giornale non faceva eccezione. Appena nato, il quotidiano doveva costituirsi una solida base di lettori. Bergamini sapeva che il suo pubblico, appartenente alla borghesia romana, amava molto il teatro. Sapeva anche che i suoi lettori facevano a gara per essere presenti alle prime teatrali, che erano eventi culturali e mondani insieme.
Il 9 dicembre 1901 gli si presentò l'occasione per fare un esperimento in grande stile. Quella sera (un lunedì) si dava al Teatro Costanzi la prima nazionale della tragedia Francesca da Rimini di Gabriele D'Annunzio, con la celebre Eleonora Duse nella parte della protagonista. Bergamini cercò di sfruttare al massimo l'evento preparando un esaustivo resoconto giornalistico. Il Giornale (n. 25 dell'11 dicembre) uscì a sei pagine, contro le tradizionali quattro dei giorni feriali. In prima pagina fu pubblicato un pezzo su un'intera colonna per richiamare l'attenzione del lettore ed incuriosirlo sull'argomento. Tutta la terza pagina fu dedicata all'evento.
L'idea riscosse un certo successo; nonostante ciò, il quotidiano continuò con gli esperimenti almeno per un biennio prima di trovare una forma organica stabile. Accadde anche che, per un certo periodo, la cultura fu trattata in altre pagine. La terza pagina trovò una sistemazione tra il 1904 e il 1905. Collaborarono attivamente alla nascita della terza pagina giornalisti di grande esperienza, tra cui Luigi Federzoni («G. De Frenzi»), Mario Missiroli e Goffredo Bellonci, questi ultimi provenienti dal Resto del Carlino. La terza pagina accrebbe molto il prestigio del giornale e venne presto ripresa anche dagli altri quotidiani.
In pochi anni il Giornale d'Italia diventò la voce del liberalismo monarchico. Vi collaborarono pensatori come Giustino Fortunato, Benedetto Croce (per ben 21 anni, dal 1902 al 1923), Gaetano Mosca, Maffeo Pantaleoni e Alfredo Oriani. La terza pagina si arricchì dei contributi di alcuni tra i massimi esponenti del mondo culturale italiano: Antonio Fogazzaro, Federico De Roberto, Carlo Alianello, Luigi Capuana, Giovanni Pascoli, Luigi Pirandello, Alfredo Panzini, Giovanni Papini, Pasquale Villari, Vilfredo Pareto, Rodolfo Lanciani, Marino Moretti, Luigi Pigorini e Cesare De Lollis. Accanto ad essi, gli italianisti Francesco Torraca e Guido Mazzoni e gli storici Raffaele de Cesare e Alessandro Luzio. Il Giornale diede spazio al dibattito religioso che segnò i primi anni del secolo, quello sul modernismo, ospitando interventi di Romolo Murri, Ernesto Buonaiuti, Tommaso Gallarati Scotti e dello stesso Fogazzaro.
Nel 1906 Sidney Sonnino ebbe una breve esperienza di governo (8 febbraio-29 maggio); Salandra fu ministro delle Finanze. Il secondo governo Sonnino durò dall'11 dicembre 1909 al 31 marzo 1910, con Salandra ministro del Tesoro. Un altro aspetto rilevante del quotidiano romano fu la puntigliosa e dettagliata cronaca parlamentare, molto importante per la sua linea politica. Attraverso le molte edizioni pomeridiane e serali del quotidiano, Bergamini seppe costruirsi un vantaggio di mezza giornata rispetto agli altri quotidiani nazionali, pubblicando sempre in anticipo le notizie di corridoio.
Il Giornale d'Italia divenne molto popolare anche nel Sud, specialmente in Abruzzo, Puglia e Calabria. Ciò spinse l'editore ad accrescere il suo sforzo produttivo fino a realizzare sette diverse edizioni del quotidiano. Il 18 marzo 1912 nacque anche un'edizione pomeridiana, Il Piccolo Giornale d'Italia. In occasione delle elezioni del 1913 il quotidiano romano fu il primo a pubblicare la lista dei candidati aderenti al cosiddetto "Patto Gentiloni".

### Gli anni del successo

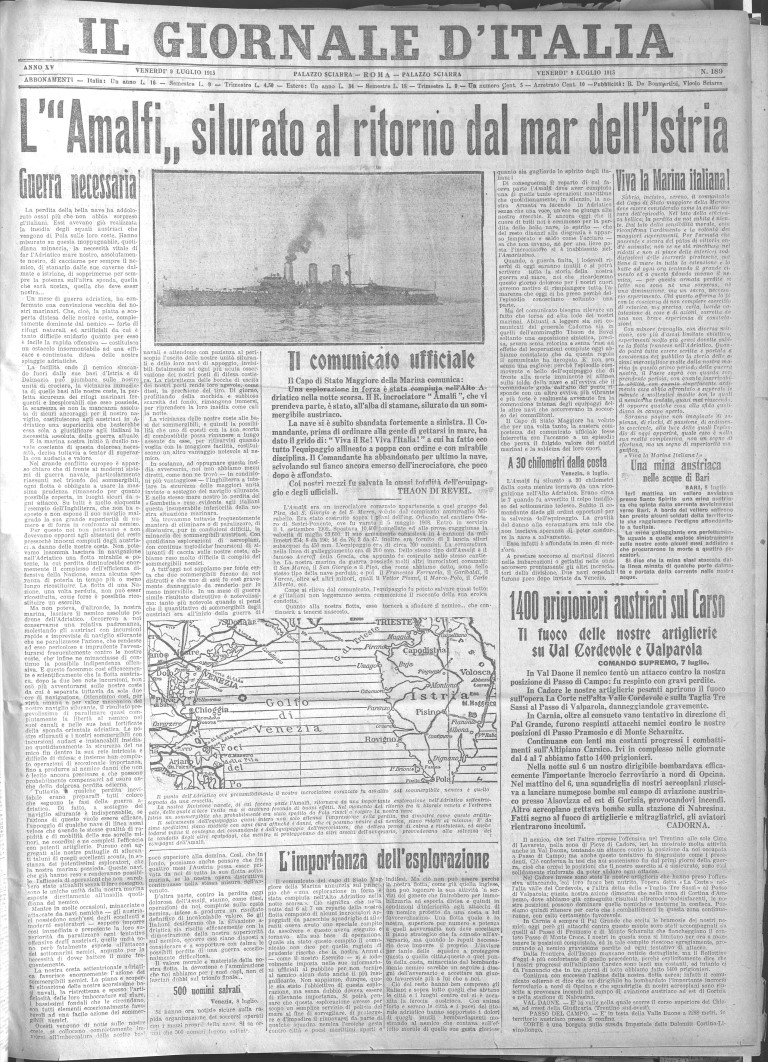
Prima pagina del 9 luglio 1915.

Nel 1913 la testata era una delle più prestigiose del Paese, posizionandosi al quarto posto su scala nazionale per vendite, dopo il Corriere della Sera, Il Secolo e La Stampa. La diffusione media giornaliera si attestava sulle 130 000 copie, superando il concorrente La Tribuna e quasi doppiando Il Messaggero, rispettivamente il secondo e il terzo quotidiano di Roma.
Nel marzo 1914 Antonio Salandra diventò presidente del Consiglio. Il Giornale, da foglio d'opposizione, diventò un organo quasi ufficioso agli occhi del pubblico. La proprietà assicurò a Bergamini ampia libertà di manovra, nonostante ciò il quotidiano perse un po' di quel mordente e di quella funzione di stimolo avuta durante il periodo giolittiano.
Allo scoppio della prima guerra mondiale il Giornale scelse di mantenere una posizione neutrale, pur dichiarandosi fedele alla Triplice alleanza. Quando, tra 1914 e 1915, Sidney Sonnino si convertì all'interventismo, il giornale lo seguì, abbracciando la tesi dell'inevitabilità del conflitto. Durante la Grande guerra le vendite raggiunsero e superarono quota 200 000 copie. Dal fronte di guerra si distinsero le cronache di Achille De Benedetti.
Nel dopoguerra Il Giornale d'Italia potenziò l'offerta informativa pubblicando due settimanali: il supplemento della domenica La Voce d'Italia e Il Giornale d'Italia agricolo, il cui primo numero uscì il 21 luglio 1918. Il 9 novembre 1923, dopo 22 anni nel ruolo di gerente responsabile e socio accomandante (cioè amministratore) del quotidiano, Alberto Bergamini lasciò, quando capì che sul suo quotidiano si stavano allungando le mire del regime fascista. Il direttore uscente dichiarò che il Giornale d'Italia stampava in media 300 000 copie. Il controllo del giornale fu ceduto al presidente del neonato Partito Liberale Italiano, Emilio Borzino; il quotidiano adottò una linea politica favorevole al regime.
Nel marzo 1926 passò di nuovo di mano. Fu costituita una nuova società di gestione, la «Società anonima Il Giornale d'Italia», società per azioni controllata dall'industriale Giovanni Armenise, a capo della quale venne posto Enrico Corradini.
La direzione di Virginio Gayda

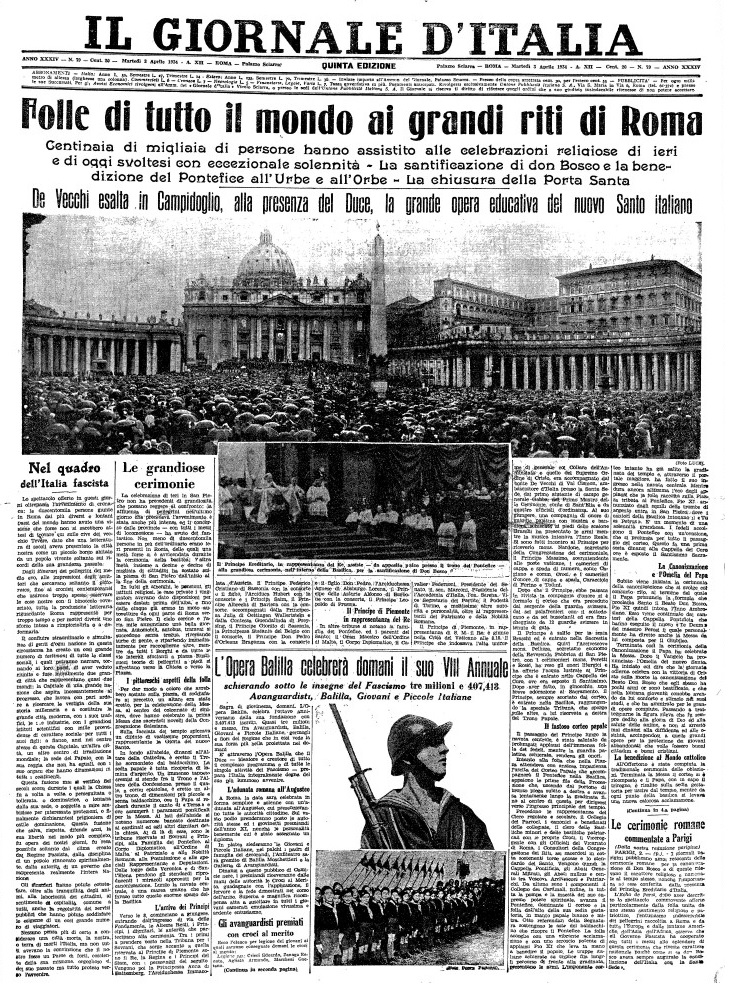
Prima pagina del 3 aprile 1934.

Virginio Gayda fu direttore del quotidiano dal 1926 al 1943. Gayda, burocrate prestato al giornalismo, resse il Giornale in un periodo, gli anni del regime fascista, in cui raccontare la politica italiana significava essenzialmente raccontarne la politica estera. Grande conoscitore di questioni diplomatiche, amico personale di Benito Mussolini, l'articolo di fondo che pubblicava ogni domenica sulla prima pagina del Giornale fu in pratica la voce del ministero degli Affari esteri. Per questo, Il Giornale d'Italia divenne il quotidiano italiano più citato all'estero.
Il 15 luglio 1938 sulle colonne del Giornale d'Italia fu pubblicato un articolo anonimo dal titolo "Il fascismo e i problemi della razza", che venne poi ripreso dal resto della stampa italiana. L'articolo, in seguito comunemente chiamato Manifesto degli scienziati razzisti, anticipò le leggi razziali del regime.
Nel 1938 l'editrice del Giornale d'Italia (che gestiva il quotidiano e comprendeva anche le testate Il Piccolo, La Voce d'Italia e Il Giornale d'Italia agricolo) fu ceduta alla Confederazione fascista degli agricoltori. Nel 1942 il nuovo proprietario divenne la Banca Nazionale dell'Agricoltura.
Tra il 1941 al 1943 la Terza pagina del quotidiano si arricchì della collaborazione di Silvio D'Amico, uno dei massimi critici teatrali del suo tempo. L'esperienza di Gayda al Giornale si concluse dopo il 25 luglio 1943, con l'arresto di Mussolini e la conseguente caduta del regime.

### Il dopoguerra
Le vicende della seconda guerra mondiale portarono l'Italia ad un radicale cambiamento dell'assetto istituzionale: fu abolita la monarchia e fu instaurata la repubblica. Venne a mancare così una delle ragioni d'essere del quotidiano.

#### La direzione di Santi Savarino
Nel 1946 il quotidiano era tornato nelle edicole dopo un anno di sospensione, con la nuova testata «Il Nuovo Giornale d'Italia». La proprietà venne restituita alla famiglia Armenise, che affidò la direzione del quotidiano a Santi Savarino, letterato e senatore del Regno, con Remigio Rispo vice direttore. Il quotidiano si stampava in cinque edizioni, che uscivano in momenti diversi della giornata, dalla mezzanotte fino alle 18:30; quella principale era l'edizione "pomeridiana" (pronta nelle edicole alle 11 di mattina). La tiratura prevista fu di 60 000 copie.
Nel 1950 Osvaldo Restaldi, fotoreporter romano inviato in Sicilia per il Corriere della sera e Il Giornale d'Italia fotografò il corpo senza vita del pericoloso latitante Salvatore Giuliano. Fu uno scoop.
Il 13 maggio 1954, sulle colonne del Giornale, don Luigi Sturzo (fondatore nel 1919 del Partito Popolare) accusò il sindaco di Firenze Giorgio La Pira, democristiano, di statalismo. L'articolo ebbe larga risonanza, ne nacque una polemica aspra ma di alta levatura culturale tra i due intellettuali.
Il principale collaboratore di Savarino era Rocco Moràbito, caporedattore. La redazione esteri era composta da: Osea Felici, Giuseppe Piazza e Amedeo Ambrosi. Il Giornale aveva un corrispondente in ogni grande capitale del mondo (Parigi, Bruxelles, Londra, New York). Le firme principali erano Giuseppe Solari Bozzi, Bruno Tedeschi, Mario Franchini e Nantas Salvalaggio. Il vaticanista era Filippo Pucci (che fece poi carriera a La Stampa). Scrivevano i loro elzeviri sulla Terza pagina Elio Battistini e Laudomia Bonanni. Negli Spettacoli apparivano le firme di: Raul Radice per il teatro, Gino Visentini per il cinema (era stato presidente della Mostra di Venezia) e del maestro Ferdinando Lunghi per la musica. Dello sport si occupava Maurizio Barendson.
Al Giornale di Savarino crebbero giornalisti che poi diventarono firme di primo piano: Gaspare Barbiellini Amidei (futuro direttore de Il Tempo), Alberto Sensini (che avrebbe poi diretto La Nazione di Firenze), Aldo Rizzo (che avrebbe diretto il "Gr1"), Federico Orlando (che avrebbe condiretto dapprima Il Giornale e in seguito La Voce di Indro Montanelli).
Il successore, Angelo Magliano, proseguì la linea politica del Giornale improntata al centrismo. Il quotidiano si posizionò al fianco della corrente dorotea della DC, in opposizione ad Amintore Fanfani.

#### Il declino
Nei primi anni 1950 il Giornale d'Italia fu acquistato dalla Confindustria. Negli anni 1960 l'organizzazione nominò l'industriale Giovanni Balella, responsabile dei rapporti esterni, direttore amministrativo del Giornale e lo incaricò di rilanciare il quotidiano.
Giovanni Balella costituì una nuova società editrice, la STEC («Società tipografico-editoriale capitolina») e acquistò un'area edificabile in piazza Indipendenza, in zona Castro Pretorio. Nel 1965 il Giornale cambiò sede per la prima volta dalla sua fondazione: da Palazzo Sciarra-Colonna si trasferì nel nuovo edificio, a due passi dalla Stazione Termini. Il piano di Balella prevedeva, anche, che una parte dell'edificio sarebbe stata data in affitto ad altri giornali, ammortizzando gli alti costi di gestione. Furono impiantate nuove rotative Mann.
Nel 1969 l'industriale Attilio Monti rilevò il quotidiano dalla Confindustria. Sconfessando il piano Balella, Monti decise di trasferire la sede del giornale in un edificio di sua proprietà nella zona a sud di Roma. In attesa del trasferimento sulla Via Appia Nuova, il quotidiano venne ospitato presso uno stabilimento tipografico sulla via Tiburtina, allargato per ospitare anche la redazione e potenziato con l'adozione della stampa offset. Il Giornale uscì in due edizioni giornaliere.
La direzione fu affidata a Nino Badano (1911-1991), che aveva già diretto Il Quotidiano, organo della Conferenza Episcopale Italiana. Badano chiamò, in virtù di un'amicizia di lunga data, Randolfo Pacciardi nel ruolo di editorialista. Inoltre lanciò nuove firme come Giano Accame, Gianfranco De Turris, Carlo De Risio e Mauro Mita (1930-2015).
Quando lo stabilimento in Via Appia Nuova fu pronto, il quotidiano vi si trasferì. La nuova sede non portò fortuna: le vendite calarono ancora e Il Giornale d'Italia non si risollevò più dallo stato di sofferenza. Il quotidiano fu chiuso con il numero del 24 luglio 1976. Celebre, anche se funesto, il titolo dell'articolo di fondo: "Silenzio, si chiude".
Dopo il 1976 la testata «Il Giornale d'Italia» venne tenuta in vita facendo uscire un numero all'anno. Nel 1980 il quotidiano fu acquistato da Luigi d'Amato (1924-1993), giornalista e deputato, che la pubblicò con la propria società editrice «Esedra» e ne fece l'organo del partito Pensionati Uomini vivi. La direzione fu affidata all'esperto Franco Simeoni. Sotto la direzione di Simeoni prima, e di Angelo Frignani (1928-2015) dopo, il giornale visse momenti di modesta ripresa. Nel 1998 subentrò alle eredi di d'Amato, moglie e figlia, l'architetto Massimo Bassoli, che invece portò il quotidiano a una nuova chiusura.
Il quotidiano è stato riaperto come giornale online nel 2012 da Francesco Storace.

## Direttori
- Alberto Bergamini (10 novembre 1901 - 9 dicembre 1923)

Graditi al regime fascista
- Vittorio Vettori (10 dicembre 1923 - 29 marzo 1926)
- Virginio Gayda (30 marzo 1926 - 25 luglio 1943)

Dopo la caduta del fascismo: nomina approvata dal Minculpop defascistizzato
- Alberto Bergamini (agosto - 13 settembre 1943)

Graditi al regime della R.S.I.
- Luigi Chibbaro (14 settembre - 8 dicembre 1943) [come redattore responsabile][30]
- Umberto Guglielmotti (9 dicembre 1943 - giugno 1944)

Sospeso per deliberazione dell'«Allied Publication Board» anglo-americano il 7 giugno 1944, le pubblicazioni riprendono il 9 aprile 1946 con la testata Il nuovo Giornale d'Italia.
- Santi Savarino (9 aprile 1946 - marzo 1962)

Scelti dalla Confindustria
- Angelo Magliano (marzo 1962 - 1966)
- Nino Badano (1966 - 1969)

Scelti dal gruppo Monti
- Dino Biondi (1969 - 1971)
- Alberto Giovannini (1971 - 1975)
- Lino Rizzi (1975 - 24 luglio 1976)

Dopo la rifondazione della testata
- Franco Simeoni (22 febbraio 1980 - ...)
- Angelo Frignani[31]